# 末日光明
《末日光明》是一部美國劇情類網絡劇集，由法蘭西斯·羅倫斯執導，史蒂芬·奈特編劇。劇集於2019年11月1日在蘋果公司的線上串流媒體平台Apple TV+首播。第二季於2021年8月27日首播。第三季最終季完結篇於2022年8月26首播。

## 概要
未來的人類完全喪失了視覺功能，人們需要找到新方式相互交流、重建、捕食以及生存。在無數世代之後，擁有視力、信仰光明的人們甚至成了異端邪說，這一切將隨著一對視力完好的雙胞胎降生而改變。

## 演員與角色

### 主要角色
- 傑森·摩莫亞 飾演 霸巴·沃斯（Baba Voss）

艾肯尼（Alkenny）部落的首領，可風與哈妮娃的養父，過去曾與其父親相同有著身為奴隸販子的過去，但在自己成為一個父親之後，希望將自身殘暴與黑暗的過去永遠隱藏。
- 希薇亞·荷克絲 飾演 肯恩女王（Queen Kane）

肯祖亞的君主，巴宴人的女王，有著善妒而瘋狂的性格。
- 赫拉·希爾馬 飾演 瑪格拉（Maghra）

霸巴·沃斯的妻子，肯恩女王的妹妹，她與傑拉馬瑞（Jerlamarel）生下一對視力正常的龍鳳胎。
- 克里斯蒂安·卡馬戈（英语：Christian Camargo） 飾演 塔瑪克提·君恩（Tamacti Jun）

肯恩女王的收稅官和獵巫者，個性冷酷無情，對肯恩家族極其忠誠，亦是個鐵律悍練的軍官。
- 阿奇·馬德奎（Archie Madekwe） 飾演 可風（Kofun）

瑪格拉與傑拉馬瑞的兒子。
- 內斯塔·庫珀（英语：Nesta Cooper） 飾演 哈尼娃（Haniwa）

瑪格拉與傑拉馬瑞的女兒。
- 亞迪拉·格瓦拉-普里普（英语：Yadira Guevara-Prip） 飾演 鮑·里昂（Bow Lion）

霸巴·沃斯的兇猛盟友，艾肯尼部落的成員。
- 阿爾弗雷·伍達德（英语：Alfre Woodard） 飾演 芭黎絲（Paris）

艾肯尼的巫醫，似乎擁有預知未來將發生災難的感應力。
- 戴夫·巴帝斯塔 飾演 艾多·沃斯（Edo Voss）

第二季角色。霸巴·沃斯充滿仇恨的弟弟。

### 常設角色
- 莫讓·阿里亞（英语：Mojean Aria） 飾演 甘德·巴克斯（Gether Bax）

## 集數
| 季數 | 集数 | 集数 | 上線日期      | 上線日期       |
| 季數 | 集数 | 集数 | 首映          | 季终           |
| ---- | ---- | ---- | ------------- | -------------- |
| 1    | 8    | 8    | 2019年11月1日 | 2019年12月6日  |
| 2    | 8    | 8    | 2021年8月27日 | 2021年10月15日 |

### 第一季（2019年）
第一季共8集，由法蘭西斯·羅倫斯、安德斯·恩斯特倫（Anders Engström）、斯蒂芬·蘇吉克、弗雷德里克·E·O·托伊和莎莉·理查德森等執導，史蒂芬·奈特、哈迪·尼古拉斯·迪布（Hadi Nicholas Deeb）、許秀珍、喬納森·E·斯坦伯格（Jonathan E. Steinberg）、丹·肖茨（Dan Shotz）、羅伯特·萊文（Robert Levine）和喬納森·特羅珀（Jonathan Tropper）等執筆編劇。
| 總集數 | 集數 | 標題 | 譯名       | 導演                | 編劇                                    | 上線日期       |
| --- | ---- | ---- | ---------- | ------------------- | --------------------------------------- | -------------- |
| 1 | 1    |      |            | 法蘭西斯·羅倫斯     | 史蒂芬·奈特                             | 2019年11月1日  |
| 懷有身孕的瑪格拉來到艾肯尼部落，與首領霸巴·沃斯結婚。另一部落的首領肯恩女王認為擁有視覺是一種罪惡，她派遣塔瑪克提帶領獵巫者和部隊搜尋出逃的傑拉馬瑞，他自稱能看見光明。在瑪格拉生產之際，塔瑪克提率眾攻擊艾肯尼。霸巴·沃斯擊退第一波進攻之後，瑪格拉生下了一對龍鳳胎。為她接生的芭黎絲感受到嬰兒父親傑拉馬瑞留下的啟示，霸巴·沃斯帶領部落眾人依循傑拉馬瑞一路留下的線索，來到與世隔絕的一處避難所。肯恩女王命令部下繼續搜尋傑拉馬瑞以及剛出生的兩個嬰兒。 |      |      |            |                     |                                         |                |
| 2 | 2    |      | 瓶中信     | 法蘭西斯·羅倫斯     | 史蒂芬·奈特                             | 2019年11月1日  |
| 拉瑪瑞爾留給兒女一箱書籍。肯恩女王處決了勸阻她搜尋嬰兒的部下。部落中的叛徒甘德·巴克斯請求「影子」幫忙，竊聽到霸巴·沃斯、芭黎絲和瑪格拉的談話，他堅持每天將探聽到的訊息放入瓶中順水漂流。十二年後，在芭黎絲的勸說下，霸巴·沃斯瞞著瑪格拉，讓兒子可風和女兒哈尼娃打開箱子，學習知識。水邊的一名婦人拾獲一隻漂流瓶。 |      |      |            |                     |                                         |                |
| 3 | 3    |      | 新的血脈   | 法蘭西斯·羅倫斯     | 史蒂芬·奈特＆哈迪·尼古拉斯·迪布         | 2019年11月1日  |
| 肯恩女王獲得瓶中訊息。在可風和哈尼娃十七歲時，為了部落繁衍後代，他們隨父母前往集市。可風被一個奴隸販子捉住。霸巴·沃斯在女兒哈尼娃的幫助下，找到奴隸的囚禁地點。他殺光了奴隸販子解救出可風。回到避難所後，可風和哈尼娃向母親瑪格拉表示不會離開她。塔瑪克提率領部隊來到避難所。 |      |      |            |                     |                                         |                |
| 4 | 4    |      |            | 安德斯·恩斯特倫     | 史蒂芬·奈特＆哈迪·尼古拉斯·迪布         | 2019年11月8日  |
| 霸巴·沃斯一家乘舟逃脫塔瑪克提的追捕，沿河而下。他們關於未來去向問題開啟投票。霸巴和瑪格拉夫婦最終落敗於一對兒女，一行人選擇依循此前留下書籍中的線索尋找拉瑪瑞爾。肯恩女王謀殺了有意推翻她的議會成員之後，摧毀住所，啟程尋找拉瑪瑞爾。 |      |      |            |                     |                                         |                |
| 5 | 5    |      | 真實身份   | 安德斯·恩斯特倫     | 史蒂芬·奈特＆許秀珍                     | 2019年11月15日 |
| 6 | 6    |      | 蠶絲       | 斯蒂芬·蘇吉克       | 史蒂芬·奈特＆喬納森·E·斯坦伯格＆丹·肖茨 | 2019年11月22日 |
| 7 | 7    |      | 薰衣草大道 | 弗雷德里克·E·O·托伊 | 史蒂芬·奈特＆羅伯特·萊文                | 2019年11月29日 |
| 8 | 8    |      | 啟明之家   | 莎莉·理查德森       | 史蒂芬·奈特＆喬納森·特羅珀              | 2019年12月6日  |

### 第二季（2021年）
| 總集數 | 集數 | 標題 | 譯名         | 導演                                 | 編劇          | 上線日期       |
| ------ | ---- | ---- | ------------ | ------------------------------------ | ------------- | -------------- |
| 9      | 1    |      | 兄弟姐妹     | 西蒙·賽倫-瓊斯                       | 喬納森·特羅珀 | 2021年8月27日  |
| 10     | 2    |      | 永遠         | 弗雷德里克·E·O·托伊＆安德斯·恩斯特倫 | 斯蒂芬·托爾金 | 2021年9月3日   |
| 11     | 3    |      | 指路人       | 弗雷德里克·E·O·托伊＆安德斯·恩斯特倫 | 雪莉·邁爾斯   | 2021年9月10日  |
| 12     | 4    |      | 尋巫人       | 安德斯·恩斯特倫                      | 珍妮佛·耶爾   | 2021年9月17日  |
| 13     | 5    |      | 晚宴         | 安德斯·恩斯特倫                      | 基爾薩·萊恩   | 2021年9月24日  |
| 14     | 6    |      | 獨角獸的真相 | 安德斯·恩斯特倫                      | 待定          | 2021年10月1日  |
| 15     | 7    |      | 女王的演說   | 安德斯·恩斯特倫                      | 待定          | 2021年10月8日  |
| 16     | 8    |      | 搖啊搖       | 安德斯·恩斯特倫                      | 喬納森·特羅珀 | 2021年10月15日 |

## 製作

### 開發
2018年1月10日，蘋果公司宣佈直接預定劇集整季。劇集由史蒂芬·奈特編劇，法蘭西斯·羅倫斯執導，他們與彼得·切寧、詹諾·托平以及克里斯汀·坎波共同擔任執行製片人。製作公司包括切寧娛樂和Endeavor Content。2019年10月15日，報道稱蘋果在劇集首播前預訂第二季。在第二季開播之前，蘋果預訂第三季。

### 選角
2018年7月，傑森·摩莫亞和阿爾弗雷·伍達德確認出演劇集。8月，亞迪拉·格瓦拉-普里普、內斯塔·庫珀、希薇亞·荷克絲和阿奇·馬德奎加入主演陣容。10月18日，克里斯蒂安·卡馬戈和赫拉·希爾馬確認出演常規角色。

### 拍攝
第一季的主體拍攝於2018年9月17日在加拿大不列顛哥倫比亞省溫哥華開機，預計至2019年2月8日完成。2018年10月，報道稱劇集將在溫哥華島的科莫克斯鎮和斯特拉斯科納省立公園拍攝。《華爾街日報》稱，蘋果為每集提供將近1500萬美元的預算。

## 音樂
貝爾·麥克雷里為劇集作曲，第一季的音樂原聲帶數位版於2019年11月3日在iTunes上發行。
| 曲序     | 曲目     | 时长  |
| -------- | -------- | ----- |
| 1.       |          | 3:07  |
| 2.       |          | 7:54  |
| 3.       |          | 2:03  |
| 4.       |          | 3:24  |
| 5.       |          | 5:20  |
| 6.       |          | 3:18  |
| 7.       |          | 4:05  |
| 8.       |          | 2:30  |
| 9.       |          | 3:50  |
| 10.      |          | 4:01  |
| 11.      |          | 2:33  |
| 12.      |          | 4:24  |
| 13.      |          | 3:50  |
| 14.      |          | 3:19  |
| 15.      |          | 1:58  |
| 16.      |          | 6:45  |
| 17.      |          | 6:07  |
| 18.      |          | 7:12  |
| 19.      |          | 1:43  |
| 总时长： | 总时长： | 77:23 |

## 宣傳與發行
2019年9月10日，蘋果在秋季新品發佈會上公佈劇集的前導預告片，並宣佈劇集定於2019年11月1日首播。第二季於2021年8月27日首播。

## 迴響

### 评价
在影視匯總點評網站爛番茄上，《末日光明》獲得46%的「腐爛」評價，5.13/10分（26位劇評人）。《末日光明》在Metacritic網站上獲得較多差評，14位劇評人中的8位給出差評，6份褒貶不一，1份好評，總體評分為38/100。

## 資料來源
1. ↑  .   [2022-07-20]. （原始内容存档于2022-07-20）.
2. 1 2  Andreeva, Nellie. . Deadline Hollywood. 2018-07-10  [2018-07-10]. （原始内容存档于2018-07-10） （美国英语）.
3. 1 2 3  . The Futon Critic.   [2021-06-21] （美国英语）.
4. ↑  . The Futon Critic.   [2021-07-31] （美国英语）. see: tba (#208) [2nd season finale]
5. ↑  White, Brett. . decider.com. 2019-11-04  [2019-11-13]. （原始内容存档于2019-11-07） （美国英语）.
6. 1 2  . Apple TV+.   [2021-09-25]. （原始内容存档于2021-09-25） （中文（臺灣））.
7. ↑  Andreeva, Nellie. . Deadline Hollywood. 2018-01-10  [2018-02-18]. （原始内容存档于2018-01-11） （美国英语）.
8. ↑  Sandberg, Bryn Elise. . The Hollywood Reporter. 2018-01-10  [2018-02-18]. （原始内容存档于2018-01-27） （美国英语）.
9. ↑  . Variety. 2018-01-10  [2018-02-18]. （原始内容存档于2018-02-18） （美国英语）.
10. ↑  Hazelton, John. . Screen Daily. 2018-01-10  [2018-02-18]. （原始内容存档于2018-02-18） （美国英语）.
11. ↑  Gillibrand, Abigail. . Metro. 2018-01-12  [2018-02-18]. （原始内容存档于2018-02-18） （美国英语）.
12. ↑  Trendell, Andrew. . NME. 2018-01-12  [2018-02-18]. （原始内容存档于2018-02-18） （美国英语）.
13. ↑  Chitwood, Adam. . collider.com. 2019-10-15  [2019-11-01]. （原始内容存档于2019-10-26） （美国英语）.
14. 1 2  . Apple TV+ (新闻稿). 2021-06-10  [2021-06-11]. （原始内容存档于2021-10-04） （美国英语）.
15. ↑  Goldberg, Lesley. . The Hollywood Reporter. 2018-07-10  [2018-07-10]. （原始内容存档于2018-07-10） （美国英语）.
16. ↑  Ausiello, Michael. . TVLine. 2018-07-10  [2018-07-10]. （原始内容存档于2018-07-11） （美国英语）.
17. ↑  Andreeva, Nellie. . Deadline Hollywood. 2018-07-25  [2018-07-25]. （原始内容存档于2018-07-25） （美国英语）.
18. ↑  Petski, Denise. . Deadline Hollywood. 2018-08-01  [2018-08-01]. （原始内容存档于2018-08-02） （美国英语）.
19. ↑  Petski, Denise. . Deadline Hollywood. 2018-08-03  [2018-08-03]. （原始内容存档于2018-08-04） （美国英语）.
20. ↑  Petski, Denise. . Deadline Hollywood. 2018-10-18  [2018-10-18]. （原始内容存档于2018-10-19） （美国英语）.
21. ↑  Takeuchi, Craig. . Inside Vancouver. 2018-07-30  [2018-10-24]. （原始内容存档于2018-10-24） （美国英语）.
22. ↑  Takeuchi, Craig. . Inside Vancouver. 2018-09-17  [2018-10-24]. （原始内容存档于2018-10-24） （美国英语）.
23. ↑  Goulet, Justin. . My Powell River Now. 2018-10-15  [2018-10-24]. （原始内容存档于2018-10-24） （加拿大英语）.
24. ↑  Schwartzel, Erich. . 華爾街日報. 2019-07-10  [2019-08-05]. （原始内容存档于2019-08-04） （美国英语）.
25. ↑  .   [2020-08-27] （美国英语）.
26. ↑  KOOSER, AMANDA. . cnet.com. 2019-09-10  [2019-09-10]. （原始内容存档于2019-09-13） （美国英语）.
27. ↑  Hipes, Patrick. . Deadline. 2019-09-10  [2019-09-10]. （原始内容存档于2020-05-31） （美国英语）.
28. ↑  Julie L. . Dappei. 2019-09-18  [2019-10-09]. （原始内容存档于2019-10-08） （中文（臺灣））. Apple 在日前的秋季發表會，宣布了多款包含 IPhone 11 系列的新產品，也正式發布了將隨著 Apple TV+ 於2019年11月1日登場時同步上線的多部影集作品，其中最令人期待的非「水行俠」傑森摩莫亞主演的全新影集《末日光明》（See）莫屬，發表會上也釋出了首支預告片。
29. ↑  . 爛番茄.   [2019-10-31]. （原始内容存档于2019-10-31） （美国英语）.
30. ↑  . Metacritic.   [2019-10-30]. （原始内容存档于2019-11-01） （美国英语）.

## 外部連結
- 互联网电影数据库（IMDb）上《末日光明》的资料（英文）